# The Young Philadelphians
The Young Philadelphians és una pel·lícula estatunidenca dirigida per Vincent Sherman, estrenada el 1959.

## Argument
Anthony Judson Lawrence és un advocat arribista que ignora que el seu pare biològic és Mike Flanagan, i no el riquíssim Lawrence, mort abans del seu naixement. Les riques i influents famílies de l'alta societat de Filadèlfia estan disposades a tot perquè el seu nom no es barregi amb cap escàndol judicial. És doncs amb la desaprovació general que Anthony decideix la defensa del seu amic alcohòlic, Chet Gwynn, acusat d'haver assassinat el seu oncle per una herència.

## Repartiment
- Paul Newman: Anthony Judson Lawrence / Narrateur
- Barbara Rush: Joan Dickinson
- Alexis Smith: Carol Wharton
- Brian Keith: Mike Flanagan
- Diane Brewster: Kate Judson Lawrence
- Billie Burke: Mrs. J. Arthur Allen, Owner Allen Oil Co.
- John Williams: Gilbert Dickinson
- Robert Vaughn: Chester A. 'Chet' Gwynn
- Otto Kruger: John Marshall Wharton, Partner in Wharton / Biddle / Clayton Law Firm
- Paul Picerni: Louis Donetti
- Robert Douglas: Oncle Morton Stearnes
- Frank Conroy: Dr. Shippen Stearnes
- Adam West: William Lawrence III
- Richard Deacon: George Archibald

## Premis i nominacions

### Nominacions
- 1960: Oscar al millor actor secundari per Robert Vaughn
- 1960: Oscar a la millor fotografia per Harry Stradling Sr.
- 1960: Oscar al millor vestuari per Howard Shoup
- 1960: Globus d'Or al millor actor secundari per Robert Vaughn